# Hof De Jonghe en Hof Campers
Het Hof De Jonghe en Hof Campers is een stadspark in de Belgische stad Brugge. Het is gelegen aan de Langerei, tussen de Stokersstraat en de Julius en Maurits Sabbestraat. De ingang van het park is vanaf de Langerei via de tudorboogpoort te betreden en wordt ook wel geduid als het Hof Campers en Hof de Jonghe.
Het stadspark is ontstaan uit twee verschillende verkavelde domeinen. Het Hof De Jonghe was een informele naam voor de hofweide, een klein parkje, die was aangelegd in 1971 op de blekerijgronden van de voormalige leerlooierij-wolwasserij.
Het Hof Campers is de verzamelnaam voor de tuinen van onder andere de directeurswoning van de marmerij Campers. Zowel de tuinen als de directeurswoning werden door de stad Brugge aangekocht in 2014 om de twee domeinen aan elkaar te koppelen. Vanaf eind 2015 tot en met 2017 werd er druk aan de herinrichting gewerkt. De gehele tuinen gingen op de schop en de weg die langs de twee domeinen liep werd heraangelegd.
Op zaterdag 9 september 2017 werd het park officieel heropend.